# Zeuxine oblonga
Zeuxine oblonga är en orkidéart som beskrevs av Richard Sanders Rogers och Cyril Tenison White. Zeuxine oblonga ingår i släktet Zeuxine och familjen orkidéer. Inga underarter finns listade i Catalogue of Life.